# 大久保忠成 (旗本)
大久保 忠成（おおくぼ ただあきら／ただなり）は、戦国時代末期から江戸時代初期にかけての武士、徳川家家臣（戦国武将、旗本）。大久保忠世の四男で、大久保忠隣の弟。
最初の駿府城代であり 、寛永10年（1633年）から明暦2年（1656年）の24年間勤めた。駿河国庵原郡・益津郡の中で5000石を知行した旗本。大久保玄蕃知行所は明治まで大久保家の領地として9代続いた。歴代大久保家当主を大久保玄蕃（頭）と記載する資料も多い。

## 略歴
天正年中、12歳で徳川家康に拝謁。その後、徳川家康に近侍し、九戸政実の乱や文禄・慶長の役における名護屋城駐屯、関ヶ原の戦いでの上田城攻めに供奉した。
書院番士となった後、慶長19年（1614年）大坂冬の陣では青山忠俊の配下で活躍する。その軍功により領地を1000石加増され、常陸国行方郡・上総国武射郡に3000石を知行する。
元和2年（1616年）に書院番組頭となる。寛永3年（1626年）8月19日、従五位下・玄蕃頭に叙任する。
寛永10年（1633年）2月26日、駿府城代になる。最初の府中御城代（駿府城代）であり、その時、御役地2000石を給わり、大手御門小屋敷（駿府城代が居住する屋敷）を拝領した。領地を改めて駿河国庵原郡・益津郡に5000石を領する。
明暦2年（1656年）6月5日、駿府城代を辞す。寛文10年（1670年）10月23日に致仕し、長男・忠重がその跡を継ぐ。寛文12年（1672年）1月18日亡くなる。法名は日廣、墓地は伊皿子の長慶寺。没年齢については通常95歳とされるが、「寛永諸家系図伝」では天正4年（1576年）に12歳とされているため、それに基づくと108歳となる。どちらかが誤りとみられるが、明確でないため「寛政重修諸家譜」では保留としている。錦屏山長福寺過去帳によると忠成は元和2年（1616年）9月26日に亡くなったとされ、寛文12年（1672年）1月18日に亡くなったのは、忠重との記載がある。